# Den Hebraiske Bibels kanon
Den Hebraiske Bibels kanon er den liste eller det katalog af skrifter, som blev set som autoritative i enten den jødiske bibel, Tanakh, eller i de kristnes Gamle Testamente. Disse skrifter blev opfattet som norm for forkyndelse og lære, og udgør 39 bøger i den jødiske og den protestantiske kanon, hvorimod Den katolske kirke og de ortodokse kirker har flere bøger i deres gammeltestamentlige kanon.

## Tanakh
Den jødiske bibel blev oprindeligt kaldt tanakh (hebr. תנ"ך) og var af jøderne delt i tre kategorier; Loven, Profeterne og Skrifterne. Denne tredeling kan spores helt tilbage til Siraks Bog i år 116 f.Kr. hvor der skrives at: "[bedstefaderen] helligede sig studiet af loven og profeterne og de andre fædrene skrifter", men senere nævnes tredelingen også hos Filon og Josefus. Også Det Nye Testamente refererer til denne deling i Luk 24,44, hvor Jesus henviser til det "som står skrevet om mig i Moseloven, hos profeterne og i salmerne." samt Talmud.. De tre dele blev gradvist anerkendt og autoriseret, men omfanget af den sidste afdeling "Skrifterne" blev først endeligt bestemt i år 90 e.Kr. efter Jerusalems fald (år 70) på den såkaldte synode i Jamnia. Dette var dog sandsynligvis blot en stadfæstelse af, hvad der allerede var almene anerkendt. Baggrunden for denne jødiske synode menes at være at de kristne begyndte at accepteret deres kristne skrifter som autoritative. Det medvirkede formentlig til at jøderne "lukkede" deres kanon. Dog var det allerede i det 2. og 3. århundrede f.Kr. blev almindeligt at opfatte det som at profetiens tid var forbi, og derfor findes der hellere ikke nogen bog i den hebraiske bibel efter denne tid.
Josefus skriver om den jødiske kanon:
| „ | ''For vi har ikke et utalligt antal bøger iblandt os, der er uenige og indbyrdes modstridende, men kun 22 bøger, som indeholder optegnelser af alle de tidligere tider, som berettiget opfattes som guddommelige, og af dem er der fem der tilhører Moses, som indeholder loven og traditionerne om oprindelsen af menneskeheden til dets død.... profeterne som var efter Moses, skrev ned hvad der var sket i deres tid i alt tretten bøger. De sidste fire bøger indeholder hymner til Gud og forskriver opførsel for menneskelivet Mod Apion 1,8 | “ |

Josefus har givetvis regnet Daniel, Krønikerbøgerne og Exra-Nehemias, Ester og Job som hørende til profeterne, og derved passe det med 22 skrifter, med fem, tretten og fire skrifter. I det pseudepigrafiske skrift Fjerde Ezrasbog opregnes det til 24, men skyldes nok at Ruth og Klagesangene nogle gange slås sammen med henholdsvis Dommerbogen og Jeremias.

### Kanonisering og indhold af Tanakh
Dateringerne af autoriseringen af de tre dele er usikre, men de følgende dateringer er de almindeligste :
- Loven (Torah (תּוֹרָה)), fik status tidligt og senest omkring år 400 f.Kr var den med sikkerhed samlet som den enhed, vi kender i dag.
  - Første Mosebog (hebr. בראשית Bereshit, gr. Genesis)
  - Anden Mosebog (hebr. שמות Shemot, gr. Exodus)
  - Tredje Mosebog (hebr. ויקרא Vayikra, gr. Leviticus)
  - Fjerde Mosebog (hebr. במדבר Bamidbar, gr. Numeri)
  - Femte Mosebog (hebr. דברים Devarim, Deuteronomium)

- Profeterne (Nevi'im (Hebr. נביאים)) bestående af otte bøger – status som hellig skrift fra det 3. århundrede, omkring den syriske forfølgelse af jøderne.
  - Josvas Bog (hebr. יהושע Yehoshua)
  - Dommerbogen (hebr. שופטים Shoftim)
  - Samuelsbøgerne, inkluderer Første Samuelsbog og Anden Samuelsbog (hebr. שמואל Shemuel)
  - Kongebøgerne, inkluderer 1 Kong og 2 Kong (hebr. מלכים Melakhim)
  - Esajas, (hebr. ישעיהו Yeshayahu)
  - Jeremias, (hebr. ירמיהו Yirmiyahu)
  - Ezekiel, (hebr. יחזקאל Yekhezkel)
  - Tolvprofetbogen, inkluderer alle de tolv små profeter (hebr. תרי עשר Tre Asar)

- Skrifterne (ketubim) – denne gruppe var sandsynligvis samlet omkring 150 f.ek, men omfanget af Skrifterne blev først endeligt bestemt i år 90 e.Kr. Her blev vedtaget en mindre gruppe af skrifter, end hvad der tidligere var blevet oversat til græsk i Septuaginta.
  - Salmernes Bog (hebr. תהלים Tehillim)
  - Ordsprogenes Bog (hebr. משלי Mishlei)
  - Jobs Bog (hebr. איוב Iyyov)
  - Højsangen (hebr. שיר השירים Shir ha-Shirim)
  - Ruths Bog (hebr. רות Rut)
  - Klagesangene (hebr. איכה Eikhah, også kaldet קינות Kinot)
  - Prædikerens Bog (hebr. קהלת Kohelet)
  - Esters Bog (hebr. אסתר Ester)
  - Daniels Bog (hebr. דניאל Daniel)
  - Ezras Bog, inkluderer Nehemias' Bog (hebr. עזרא Ezra)
  - Krønikebogen, inkluderer 1 Krøn og 2 Krøn (hebr. דברי הימים Divrei ha-Yamim)

## Septuaginta
Omkring det 3. og 2. århundrede f.Kr. blev der sandsynligvis i Alexandria lavet en oversættelse af den hebraiske bibel til græsk; kaldet Septuaginta (LLX). Her blev der oversat flere andre skrifter end dem, som findes i den hebraiske kanon og derfor ofte benævnes som de apokryfiske skrifter. Om jøderne der levede i diasporaen selv så disse apokryfiske skrifter som autoritative er tvivlsomt, og synoden i Jamnia i år 90 anerkendte dem i hvert fald ikke. Disse skrifter kom dog senere med i den kristne latinske oversættelse "Vulgata" og blev derved en del af den kristne bibel.
Septuaginta havde også en anden inddeling end tanakh, nemlig i historiske bøger, visdomslitteraturen og profetiske bøger, og var i det hele taget ikke en lukket samling. Derfor er variationer af, hvor mange bøger der hørte med til samlingen, men tilsammen gælder det, udover de allerede anerkendte skrifter, følgende andre:
- Historiske bøger:
  - Tilføjelser til Esters Bog
  - Judits Bog
  - Tobits Bog
  - Første Makkabæerbog
  - Anden Makkabæerbog
  - Tredje Makkabæerbog

- Visdomslitteratur:
  - Salme 151
  - Manasses Bøn
  - Visdommens Bog
  - Siraks Bog

Profetbøgerne:
- - Baruks Bog
  - Jeremias' Brev
  - Tilføjelser til Daniels Bog

Tilføjelse:
- - Fjerde Makkabæerbog

## Det Gamle Testamente
Da den nye religion, kristendommen, opstod, var det på baggrund af den hebraiske bibel, og de nytestamentlige skrifter refererer meget hyppigt til disse skrifter som skrifter, der åbenbarer Gud, og som profeterer om Messias, Jesus. "De vidner om mig" siger Jesus i Johannesevangeliet Joh 5 5,39. Derudover bliver skrifterne opfattet som Guds ord, indblæst af Gud. I 2 Tim 3,16 står der at: "Ethvert skrift er indblæst af Gud og nyttigt til undervisning, til bevis, til vejledning og til opdragelse i retfærdighed...". De kristnes brugte derfor flittigt Bibelen, men da den kristne kirke hurtigt voksede ud over Romerriget, blev hovedsproget for kirken græsk og den mest benyttede oversættelse af Den hebraiske Bibel var Septuaginta.
Derfor blev også Septugintas rækkefølge brugt i den kristne Bibel, og omfanget kom med tiden også til at omfatte de apokryfiske bøger. Militon fra Sardes (død før 190) var den første, som kaldte den hebraiske bibel for den gamle pagts bøger altså Det Gamle Testamente og han forudsætter den hebraiske omfang. Senere kirkefædre som Origenes og Augustin mente derimod at de apokryfiske bøger hørte med til Bibelen, og selvom bl.a. Hieronymus ville udelukke dem, så endte det dog med, at den latinske oversættelse (Vulgata) blev den autoritative i den vestlige del af kirken og inkluderede de apokryfiske skrifter. Derfor indeholder Bibelen i den katolske og de østlige kirker en del apokryfiske skrifter.
De kirker, der opstod omkring reformationen, vendte derimod tilbage til det antal, der fandtes i den hebraiske Bibel, men fortsatte dog med at bruge den rækkefølge, der var i Septuaginta, og derved blev der 39 bøger fordelt mellem 17 i den historiske del, 5 i den poetiske og igen 17 i den profetiske del. Luther mente ikke, at de apokryfiske bøger skulle kasseres helt og derfor blev det almindeligt at have et tillæg mellem de to testamenter til de apokryfiske skrifter. Senere ophørte dette dog, især pga. indflydelse fra andre protestantiske kirker.
Det Nye Testamentes forfattere omtaler ikke spørgsmålet om apokryfiske skrifter, men forudsætter sandsynligvis det jødiske omfang. Der gøres dog i Det Nye Testamente med mellemrum brug af apokryfisk litteratur, men uden at det nødvendig skal ses som en anerkendelse af disse som autoritative.

## Indhold og rækkefølge i Det Gamle Testamente
I modsætning til Det Nye Testamente varierer antallet af bøger i Det Gamle Testamente fra kirke til kirke. Det skyldes hovedsagelig spørgsmålet om Septuagintas skrifter som autoritative, og da listen af apokryfiske skrifter heller ikke er endelig lukket, er der variationer mellem kirkerne. Derudover er også nogle af de Gammeltestamentlige Pseudepigrafer kommet med i nogle af de østlige kirkers kanon:

### Bøger fælles for alle kirkerne
De historiske bøger:
- Første Mosebog (Genesis) (1 Mos)
- Anden Mosebog (Exodus) (2 Mos)
- Tredje Mosebog (Leviticus) (3 Mos)
- Fjerde Mosebog (Numeri) (4 Mos)
- Femte Mosebog (Deuteronomium) (5 Mos)
- Josvabogen (Jos)
- Dommerbogen (Dom)
- Ruths bog (Ruth)
- Første Samuelsbog(1 Sam)
- Anden Samuelsbog (2 Sam)
- Første Kongebog (1 Kong)
- Anden Kongebog (2 Kong)
- Første Krønikebog (1 Krøn)
- Anden Krønikebog (2 Krøn)
- Ezras Bog (Ez)
- Nehemias' Bog (Neh)
- Esters Bog (Est)

De poetiske bøger:
- Jobs Bog (Job)
- Salmernes Bog (Sl)
- Ordsprogenes Bog (Ordsp)
- Prædikerens Bog (Præd)
- Højsangen (Højs)

De profetiske bøger:
- Esajas' Bog (Es)
- Jeremias' Bog (Jer)
- Klagesangene (Klages)
- Ezekiels Bog (Ez)
- Daniels Bog (Dan)
- Hoseas' Bog (Hos)
- Joels Bog (Joel)
- Amos' Bog (Am)
- Obadias' Bog (Obad)
- Jonas' Bog (Jon)
- Mikas Bog (Mika)
- Nahums Bog (Nah)
- Habakkuks Bog (Hab)
- Sefanias' Bog (Sef)
- Haggajs Bog (Hagg)
- Zakarias' Bog (Zak)
- Malakias' Bog (Mal)

### Bøger uden for den protestantiske kanon
Den romske katolske kirke har sammen med den ortodokse følgende bøger
- Tobits Bog
- Judits Bog
- Tilføjelser til Esters Bog
- Første Makkabæerbog
- Anden Makkabæerbog
- Visdommens Bog
- Siraks Bog
- Manasses Bøn
- Baruks Bog
- Jeremias' Brev
- Tilføjelser til Daniels Bog

Den ortodokse kirke har ligeledes følgende:
- 1 Esdras
- Tredje Makkabæerbog
- Fjerde Makkabæerbog (som appendix, men ikke kanonisk)
- Manasses Bøn
- Samle 151

Den russisk-ortodokse kirke har sammen med Den etiopisk-ortodokse kirke følgende skrift:
- 2 Esdras

Skrifter som kun Den etiopisk-ortodokse kirke har:
- Jubilæerbogen
- Første Enoksbog

Bøger som kun Den syrisk-ortodokse kirke har:
- Salme 152–155
- 2 Baruksbog